# CR152 (Luxemburg)
De CR152 (Chemin Repris 152) is een verkeersroute in het zuidoosten van Luxemburg tussen Mondorf-les-Bains (N16/CR149) en Remich (N2) via Schengen. De route heeft een lengte van ongeveer 19 kilometer.

## Routeverloop
De route begint in de plaats Mondorf-les-Bains en gaat richting het oosten richting Burmerange en Schengen. De route gaat tussen de vlakkere open velden door en voor Burmerange kruist de route de CR150 twee keer. Zodra de CR152 in Burmerange komt sluit de CR150 aan op de CR152 om vervolgens gezamenlijk door de plaats heen te gaan. Op het einde van Burmerange scheiden de twee routes weer van elkaar en gaat de CR152 verder richting Schengen. Nadat de route geleidelijk was gestegen tot 275 meter boven zeeniveau begint de route vlak voor Schengen te dalen tot 145 meter boven zeeniveau in het centrum van Schengen.
In Schengen heeft de CR152 twee keer een afslag van de CR152b en gaat door de plaats heen om aan de noordkant van Schengen aan te sluiten op de N10. Het doorgaande verkeer kan al eerder naar de N10 toe. Vanaf Schengen tot aan Remich maakt de route gebruik van de Route du Vin. De CR152 komt namelijk langs diverse druivenvelden welke bestemd zijn voor de wijnbouw.
Aan de noordkant van Schengen gaat de CR152 voor een stukje mee over de N10 langs de rivier de Moezel. Hierbij gaat de route onder de snelweg met het Luxemburgse A13, Duitse A8 en Europese E29-wegnummer. Vlak hierna volgt de toerit voor deze snelweg en weer kort daarna scheiden de CR152 en de N10 weer van elkaar af.
De CR152 gaat verder naar het noorden via de plaatsen Remerschen, Wintrange, Schwebsange en Bech-Kleinmacher naar Remich. Hierbij gaat de route afwisselend door bebouwd gebied en langs aan de westkant op de heuvel gelegen druivenvelden. In Remich is het laatste gedeelte van de route (ongeveer 170 meter lang) ingericht als eenrichtingsverkeersweg in noordelijke richting.

## Plaatsen langs de CR152
- Mondorf-les-Bains
- Burmerange
- Schengen
- Remerschen
- Wintrange
- Schwebsange
- Bech-Kleinmacher
- Remich

## Route-/Nummerveranderingen
In 1995 werd het Luxemburgse wegennet op veel plekken veranderd en herbenummerd. Dit gold ook voor de CR152.
- Het begin van de CR152 in Mondorf-les-Bains bij Domaine Thermal werd aangepast. Hierdoor verviel ook de CR152a, welke een nieuwe route kreeg in Remich.
- In Burmerange werd de route over een lengte van 150 meter veranderd qua straten.
- Ter hoogte van het viaduct van de A13 E29 over de N10 heen bij Schengen had de huidige N10 tot 1995 voor 410 meter het wegnnummer CR152. Dit was het weggedeelte tussen de kruising van de Wäistrooss/N10 en de rotonde van de CR152/N10. De 350 meter lange route over de Wäistrooss kwam ter vervallen. De CR152 maakt sindsdien gebruik van de N10 die er naast ligt.
- In Wintrange werd de aansluiting met de CR162 verlegd zodat een betere aansluiting ontstond op de CR162.
- In Bech-Kleinmacher verviel de aansluitende route van 130 meter tussen de CR152 en N10 via Rue de Vin.
- Door de omlegging van de N2 in Remich kreeg de CR152 in Remich de Rue de la Gare erbij. Een stuk van ongeveer 170 meter. De route van de N2 over Route De Luxembourg werd omgenummerd naar CR152a.
- De CR152d in Remich kreeg een routeverandering.

## CR152a
De CR152a is een verbindingsweg in de plaats Remich. De route met een lengte van ongeveer 900 meter verbindt de CR152 met de N2. De route kruist hierbij onderweg de N16 en is in beide richtingen te berijden, in tegenstelling tot het stuk CR152 wat op de N2 aansluit. Oorspronkelijk lag de CR152a in Mondorf-les-Bains, maar wegens veranderingen in het Luxemburgse wegennet werd dit in 1995 veranderd. Het gedeelte in Mondorf-les-Bains verdween als routenummer. En door de omlegging van N2 in Remich en het vrijkomen van het nummer CR152a kreeg de CR152a de oude route van de N2 door Remich.

## CR152b
De CR152b is een aftakkingsroute van de CR152 bij Schengen. De route van ongeveer 2,7 kilometer lang begint bij de Franse grens ten zuidwesten van Schengen waar het in het verlengde van de Franse D64b verder gaat. De route gaat dan naar de CR152 toe. Dit gedeelte van de route gaat tussen de open velden door en is ongeveer 450 meter lang. Hierna volgt de route voor ongeveer 750 meter de CR152, om daarna 50 meter zelfstandig en 50 meter gezamenlijk met de N10 te gaan. Na de N10 gaat de route voor ongeveer 1,4 kilometer verder zelfstandig in de zuidelijke richting langs de rivier de Moezel om daarna op de Franse grens over te gaan op de Franse D64f.

## CR152c
De CR152c is een verbindingsweg in de plaats Remich. De route met een lengte van ongeveer 160 meter verbindt de N2 met de N10 en heeft geen aansluiting op de CR152. Tot 1995 had de CR152c nog wel aansluiting op de CR152d.

## CR152d
De CR152d is een verbindingsweg in de plaats Remich. De route met een lengte van ongeveer 800 meter verbindt de CR152 met de N10. Het eerste deel van de route gezien vanaf de CR152 is enkel toegestaan voor fietsers en landbouw verkeer voor de druivenvelden die langs de route liggen. De overige 300 meter is ook toegestaan voor autoverkeer.
Tot 1995 maakt de eerste 500 meter geen deel uit van de CR152d. De CR152d begon tot dan onder het viaduct van de N2 over de Moezel aan de N10 en ging via Quai de la Moselle, Rue du Camping en Rue de Macher naar de huidige CR152d toe.

## CR152e
De CR152e is een verbindingsweg in de plaats Bech-Kleinmacher. De route met een lengte van ongeveer 90 meter verbindt de CR152 met de N10. Deze route gaat over de Rue Saint-Willibrord en heeft daarnaast ook het wegnummer CR151.

## CR152f
De CR152f is een verbindingsweg in de plaats Schwebsange. De route met een lengte van ongeveer 400 meter verbindt de CR152 met de N10.
CR101 ·
CR102 ·
CR103 ·
CR104 ·
CR105 ·
CR106 ·
CR107 ·
CR108 ·
CR109 ·
CR110 ·
CR111 ·
CR112 ·
CR113 ·
CR114 ·
CR115 ·
CR116 ·
CR117 ·
CR118 ·
CR119 ·
CR120 ·
CR121 ·
CR122 ·
CR123 ·
CR124 ·
CR125 ·
CR126 ·
CR127 ·
CR128 ·
CR129 ·
CR130 ·
CR131 ·
CR132 ·
CR133 ·
CR134 ·
CR135 ·
CR136 ·
CR137 ·
CR138 ·
CR139 ·
CR140 ·
CR141 ·
CR142 ·
CR143 ·
CR144 ·
CR145 ·
CR146 ·
CR147 ·
CR148 ·
CR149 ·
CR150 ·
CR151 ·
CR152 ·
CR153 ·
CR154 ·
CR155 ·
CR156 ·
CR157 ·
CR158 ·
CR159 ·
CR160 ·
CR161 ·
CR162 ·
CR163 ·
CR164 ·
CR165 ·
CR166 ·
CR167 ·
CR168 ·
CR169 ·
CR170 ·
CR171 ·
CR172 ·
CR173 ·
CR174 ·
CR175 ·
CR176 ·
CR177 ·
CR178 ·
CR179 ·
CR180 ·
CR181 ·
CR182 ·
CR183 ·
CR184 ·
CR185 ·
CR186 ·
CR187 ·
CR188 ·
CR189 ·
CR190
CR200 ·
CR201 ·
CR202 ·
CR203 ·
CR204 ·
CR205 ·
CR206 ·
CR207 ·
CR208 ·
CR210 ·
CR211 ·
CR212 ·
CR213 ·
CR215 ·
CR216 ·
CR217 ·
CR218 ·
CR219 ·
CR220 ·
CR221 ·
CR222 ·
CR223 ·
CR224 ·
CR225 ·
CR226 ·
CR227 ·
CR228 ·
CR229 ·
CR230 ·
CR231 ·
CR232 ·
CR233 ·
CR234
CR301 ·
CR302 ·
CR303 ·
CR304 ·
CR305 ·
CR306 ·
CR307 ·
CR308 ·
CR309 ·
CR310 ·
CR311 ·
CR312 ·
CR313 ·
CR314 ·
CR315 ·
CR316 ·
CR317 ·
CR318 ·
CR319 ·
CR320 ·
CR321 ·
CR322 ·
CR323 ·
CR324 ·
CR325 ·
CR326 ·
CR327 ·
CR328 ·
CR329 ·
CR330 ·
CR331 ·
CR332 ·
CR333 ·
CR334 ·
CR335 ·
CR336 ·
CR337 ·
CR338 ·
CR339 ·
CR340 ·
CR341 ·
CR342 ·
CR343 ·
CR344 ·
CR345 ·
CR346 ·
CR347 ·
CR348 ·
CR349 ·
CR350 ·
CR351 ·
CR352 ·
CR353 ·
CR354 ·
CR355 ·
CR356 ·
CR357 ·
CR358 ·
CR359 ·
CR360 ·
CR361 ·
CR362 ·
CR364 ·
CR365 ·
CR366 ·
CR367 ·
CR368 ·
CR369 ·
CR370 ·
CR371 ·
CR372 ·
CR373 ·
CR374 ·
CR375 ·
CR376 ·
CR377 ·
CR378 ·
CR379
Routes die cursief vermeld staan, zijn voormalige routes.